# 林政則
林政則（1944年2月5日—），中華民國政治人物、教育學者，中國國民黨籍，曾任新竹縣議員、新竹市私立世界高級中學校长、國民大會代表、立法委員、新竹市市長、行政院政務委員、臺灣省政府主席、中國國民黨副主席、中國國民黨代理主席。
任職新竹市市長期間，施政滿意度曾連續三年蟬聯縣市長滿意度第一名。

## 生平
林政則出身新竹縣客家家庭。在美國加州國家大學求學兩年，主修教育行政，取得碩士學位。林政則早年擔任竹東國中教師、新竹市私立世界高級中學主任，之後獲聘為新竹市私立世界高級中學校長，其後擔任交通大學副教授。
1972年，林政則在家族長輩的鼓勵下，步入政界，擔任六年新竹縣議員。1987年，林政則邀集新竹地方企業，共同籌議創辦學校，獲得迴響，3年後，中華工學院在新竹市香山區成立。
1995年，林政則獲得中國國民黨提名參選立法委員，以四成得票率當選，1998年連任，期間曾任立法院國防委員會、立法院教育委員會召集委員。
2001年參選新竹市市長，林政則整合中國國民黨勢力入主新竹市政府。
2005年競選新竹市市長連任，以近七成的得票率連任,三度蟬聯縣市長滿意度第一名。
2009年底，卸任新竹市市長，至中華大學出任教席。
2010年2月24日，出任行政院政務委員兼任臺灣省政府主席。
2010年2月26日，正式接任臺灣省政府主席。之後擔任到2016年5月20日馬政府卸任為止，前後長達六年餘，為精省後任期最長的省主席。
2013年，被推選為中華民國童軍總會理事長。
2016年，中國國民黨主席洪秀柱宣布中國國民黨副主席由詹啟賢、胡志強、郝龍斌與林政則出任。

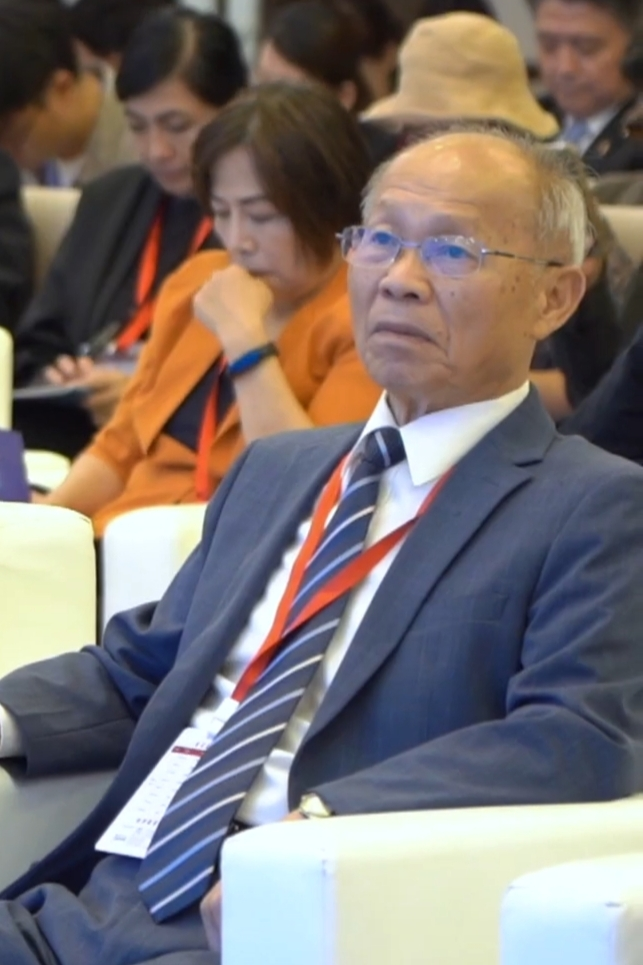
2023年的林政則

2017年6月14日，國民黨主席洪秀柱於中常會宣布，自己將於6月底請辭，國民黨內包含所有副主席在內的一級主管將與黨主席同進退。自7月起到8月20日，由林政則代理主席主持中常會。

## 建設事蹟
- 打通市內舊城區許多封閉死巷子
- 紅包白包暖人間，結婚慶賀、醫院迎生、告別式送死。

## 爭議
2014年，他主政的台灣省政府任用曾遭撤職的郭冠英為外事秘書，讓他可獲得一千多萬退休金，而引發爭議。監委錢林慧君表示，郭冠英這項人事任用案，甄選過程有嚴重瑕疵，例如，未經筆試也無面試，就直接甄選；「招考公告裡載明有面試卻未執行」；七、八位甄選委員於半小時內完成甄選與評分同意，隔天郭冠英就火速接獲省政府的人事派令；郭冠英由第一階段徵選最低分，經過林政則等人的第二階段評分後，變成所有甄試者最高分。 監院進行調查並發現，省府主席林政則，給郭最高分是最大關鍵。省府辯稱，是因為主席林政則訪問美國在即，才會取消原本公告中的面試，而給外語能力佳的郭冠英最高分，留下沒有面試卻能評比英文能力的疑點。
郭冠英回任臺灣省政府所引發的爭議，監察院於103年7月糾正臺灣省政府。 銓敘部並於民國105年2月決定退回郭冠英的退休案。 郭向保訓會提起復審救濟；保訓會於民國105年8月駁回郭冠英所提復審案。郭冠英不服，提起行政訴訟，由台北高等行政法院受理。台北高等行政法院於民國106年1月18日撤銷原處分及復審決定，判銓敘部應作成核准退休處分，全案還可上訴。 2018年9月6日，最高行政法院駁回銓敘部上訴，郭冠英勝訴確定，全案定讞。

## 選舉紀錄
| 年度 | 選舉屆數             | 選舉區       | 所屬政黨   | 得票數  | 得票率 | 當選標記 | 備註 |
| ---- | -------------------- | ------------ | ---------- | ------- | ------ | -------- | ---- |
| 1995 | 第三屆立法委員選舉   | 新竹市選舉區 | 中國國民黨 | 56,842  | 43.23% |          |      |
| 1998 | 第四屆立法委員選舉   | 新竹市選舉區 | 中國國民黨 | 32,800  | 27.14% |          |      |
| 2001 | 第六屆新竹市市長選舉 | 新竹市       | 中國國民黨 | 90,580  | 56.01% |          |      |
| 2005 | 第七屆新竹市市長選舉 | 新竹市       | 中國國民黨 | 112,221 | 69.27% |          |      |

## 著作
- 《議壇散記》，楓城出版社，1980
- 《日韓紀遊》，楓城出版社，1980
- 《公共行政的省思》，楓城出版社，1986
- 《教育論述文集》，世界雜誌，1991
- 《職業教育實用英文詞語》，世界雜誌, 1993
- 《實用教育學》，正中書局，2001
- 《憲法概論》，正中書局，2001